# Cameron Harper
Cameron Harper (Sacramento, 19 novembre 2001) è un calciatore statunitense, attaccante dei N.Y. Red Bulls.

## Carriera

### Club
Nato negli Stati Uniti da genitori scozzesi, è cresciuto nel settore giovanile del Celtic. Ha esordito in prima squadra l'11 gennaio 2021, in occasione dell'incontro di Scottish Premiership pareggiato per 1-1 contro l'Hibernian. Il 5 marzo successivo, dopo solo una presenza in campionato, viene ceduto ai New York Red Bulls, firmando un contratto triennale con opzione di estenderlo per un altro anno. Ha esordito con la sua nuova squadra il 25 aprile, disputando l'incontro di MLS perso per 3-2 sul campo dei LA Galaxy. Realizza la sua prima rete in campionato il 19 maggio 2022, nel pareggio per 3-3 contro i Chicago Fire.

### Nazionale
Ha giocato nella nazionale statunitense Under-20.

## Statistiche

### Presenze e reti nei club
Statistiche aggiornate al 1º settembre 2022.
| Stagione        | Squadra           | Campionato      | Campionato | Campionato | Coppe nazionali | Coppe nazionali | Coppe nazionali | Coppe continentali | Coppe continentali | Coppe continentali | Altre coppe | Altre coppe | Altre coppe | Totale | Totale |
| Stagione        | Squadra           | Comp            | Pres       | Reti       | Comp            | Pres            | Reti            | Comp               | Pres               | Reti               | Comp        | Pres        | Reti        | Pres   | Reti   |
| --------------- | ----------------- | --------------- | ---------- | ---------- | --------------- | --------------- | --------------- | ------------------ | ------------------ | ------------------ | ----------- | ----------- | ----------- | ------ | ------ |
| gen. 2021       | Celtic            | SP              | 1          | 0          | CS+CdL          | -               | -               | UCL+UEL            | -                  | -                  |             | -           | -           | 1      | 0      |
| mar.-dic. 2021  | N.Y. Red Bulls    | MLS             | 7          | 0          |                 | -               | -               |                    | -                  | -                  |             | -           | -           | 7      | 0      |
| 2022            | N.Y. Red Bulls    | MLS             | 17         | 2          | USOC            | 3               | 0               |                    | -                  | -                  |             | -           | -           | 20     | 2      |
| giu.-ott. 2021  | N.Y. Red Bulls II | USLC            | 7          | 1          |                 | -               | -               |                    | -                  | -                  |             | -           | -           | 7      | 1      |
| apr.-mag. 2022  | N.Y. Red Bulls II | USLC            | 2          | 0          |                 | -               | -               |                    | -                  | -                  |             | -           | -           | 2      | 0      |
| Totale carriera | Totale carriera   | Totale carriera | 34         | 3          |                 | 3               | 0               |                    | -                  | -                  |             | -           | -           | 37     | 3      |